# Concours international de danse de Paris
Le Concours international de danse de Paris était un concours bi-annuel de danse contemporaine et de danse classique créé en 1984 par la mairie de Paris. Placé sous le patronage de l'UNESCO, il était considéré comme l'un des cinq plus grands concours internationaux de danse. En réalité, sans doute le meilleur, car il ne mélangeait pas les disciplines dans la répartition des prix ; chacun pouvait concourir dans les deux styles et éventuellement obtenir une récompense dans chacun d'eux. De plus, les couples appartenaient à une catégorie spécifique, le Pas de deux était classé dans sa totalité, dans son intégrité, on n'assistait pas à cette scène dramatique et lamentable, d'un des deux Partenaires éliminé, alors que l'autre poursuivait son parcours, ce qui est le cas des autres concours.   
Ce concours décernait chaque année un grand prix de la ville de Paris (Médaille de vermeil), un 1er prix masculin, un 1er prix féminin, et un 1er prix de couple, ainsi qu'un prix espoir pour les jeunes interprètes. La sévérité des critères de récompenses était telle que certaines années les grand prix, voire les 1er Prix, n'étaient pas décernés par le jury.
Le concours n'a pas survécu à l'arrivée de la nouvelle équipe municipale en 2001. En effet, il s'est posé un dilemme épineux : Bernadette Chirac, à l'époque épouse du maire de Paris, était la présidente d'honneur du concours. Elle devient la Première dame de France à l'élection de Jacques Chirac à la Présidence de la République; comment gérer, à la fois, la Présidence d'Honneur et le procès, pour frais de bouche, que le nouveau Maire de Paris, Bertrand Delanoë, intente à Madame Chirac. Le procès a été abandonné après un certain temps, mais le coup a été fatal pour ce superbe concours.

## Lauréats du grand prix de danse contemporaine
- 1984 : Dominique Hervieu
- 1990 : Hiroko Sakakibara
- 1992 : Brice Leroux
- 1994: Olga Cobos
- 1996 : Yuval Pick
- 1998 : Zheng Wu
- 2000 : Mélanie Lomoff

## Lauréats du Grand Prix de danse classique
- 1984 : Isabelle Guérin
- 1988 : Tero Saarinen
- 1990 : Yulia Makhalina
- 1994 : Angel Corella
- 1998 : Dmitri Goudanov